# Corinnomma formiciforme
Corinnomma formiciforme är en spindelart som beskrevs av William Joseph Rainbow 1904. Corinnomma formiciforme ingår i släktet Corinnomma och familjen flinkspindlar.
Artens utbredningsområde är New South Wales. Inga underarter finns listade i Catalogue of Life.